# 廉姓
廉姓是一個源自中國的姓氏，在《百家姓》中排名第66位。

## 起源
廉姓是一个十分老资格的中国姓氏，其来源至少可以追溯到4000年以前。根据《姓纂》一书的考证。廉姓的姓源是这样的：“颛顼孙大廉之后，嬴姓十四氏之一。以王父字为氏，赵有廉颇。”换言之，这个古老的姓氏，也是最正统的黄帝后裔。
现今在山西南部的临汾地区和运城地区以及河南洛阳周围的地区仍然分布着大量的廉姓后裔。 由于征战和历史的原因，一部分人在江苏一些南方省份生活。國共內戰時期，一部分的廉姓後裔隨著國民黨的軍隊撤退來台，目前在台北、桃園、高雄、花蓮等地有分布。韓國也有演員廉晶雅、廉惠蘭，小說家廉想涉。

## 延伸阅读
[在维基数据编辑]
 《欽定古今圖書集成·明倫彙編·氏族典·廉姓部》，出自陈梦雷《古今圖書集成》